# Iván Lapadula
Iván Lapadula, all'anagrafe Iván Lapadula Montes (Valencia, 1997), è un attore e modello spagnolo, noto per aver interpretato il ruolo di Ángel Godoy nella soap Un altro domani (Dos vidas).

## Biografia
Iván Lapadula è nato nel 1997 a Valencia (Spagna), da madre argentina e da padre italiano. All'età di sedici anni si è trasferito in Argentina fino all'età di diciotto anni quando è tornato in Spagna.

## Carriera
Iván Lapadula dopo aver conseguito una laurea biennale in marketing, ha deciso di dedicarsi alla recitazione, studiando presso la La Bobina e Laura Jou a Barcellona. Al termine degli studi ha deciso di trasferirsi a Madrid per continuare la sua formazione. Nel 2014 ha partecipato all'opera teatrale I miserabili diretto da Lorena Wawrynczuk. Nel 2019 ha preso parte all'opera teatrale Stockholm di Rodrigo Sorogoyen e diretto da Christine Reynaud. L'anno successivo, nel 2020, ha partecipato all'opera teatrale Riverside drive di Woody Allen e diretto da Christine Reynaud.
Nel 2017 ha recitato nel cortometraggio Blame diretto da Sally Fenaux. L'anno successivo, nel 2018, è apparso nel cortometraggio Porc diretto da Albert Pac. Nel 2018 e nel 2019 è entrato a far parte del cast della serie televisiva italiana Sara e Marti, nel ruolo di Manuel. Nel 2020 ha recitato nel film Isaac diretto da Ángeles Hernández e David Matamoros. Nel 2021 e nel 2022 è stato scelto per interpretare il ruolo di Ángel Godoy nella soap opera in onda su La 1 Un altro domani (Dos vidas) e dove ha recitato insieme ad attori come Silvia Acosta, Amparo Piñero, Sebastián Haro, Bárbara Oteiza, Iago García, Elena Gallardo e Jon López. Nel 2022 ha recitato nel film A través del mar diretto da Marçal Forés.

## Filmografia

### Cinema
- Isaac, regia di Ángeles Hernández e David Matamoros (2020)
- Dalla mia finestra: Al di là del mare, (A través del mar), regia di Marçal Forés (2023)
- Dalla mia finestra: Guardando te, (A través de tu mirada ) ,regia di Marçal Forés (2024)

### Televisione
- Sara e Marti – serie TV (2018-2019)
- Un altro domani (Dos vidas) – soap opera, 255 episodi (2021-2022)

### Cortometraggi
- Blame, regia di Sally Fenaux (2017)
- Porc, regia di Albert Pac (2018)

## Teatro
- I miserabili, diretto da Lorena Wawrynczuk (2014)
- Stockholm di Rodrigo Sorogoyen, diretto da Christine Reynaud (2019)
- Riverside drive di Woody Allen, diretto da Christine Reynaud (2020)

## Doppiatori italiani
Nelle versioni in italiano dei suoi film e delle sue serie TV, Iván Lapadula è stato doppiato da:
- Alessandro Valeri[14] in Un altro domani[15]